# Jan Angelo Zeyer
Jan Angelo Zeyer (29. září 1878 Praha – 5. prosince 1945 Praha) byl český malíř a ilustrátor.

## Život
Narodil se v Praze do rodiny architekta a stavitele Jana Zeyera. Část svého mládí prožil v Roudnici nad Labem, odkud pocházela jeho matka Františka Švagrovská. Do tajů malířství poprvé nahlédl v ateliéru malíře Václava Jansy, u kterého se učil převážně akvarelové technice. V roce 1896 studoval na pražské Akademii výtvarných umění u Julia Mařáka a ve druhém ročníku přešel k Václavu Brožíkovi. Studia na malířské akademii však nedokončil. Kromě malířství se aktivně věnoval kopané, veslování a dalším sportům. Byl také hudebně nadaný a uvažoval o studiu hry na housle na Pražské konzervatoři.
V malbě byl ovlivněn francouzským fauvismem a zčásti také expresionistickým způsobem malby. Byl rovněž členem Spolku výtvarných umělců Mánes. Lákalo ho cestování a tak se na Brožíkovo doporučení vydal hledat umělecké podněty do jižní a západní Evropy. V letech 1907–1913 žil v Bruggách a následně krátce v Mnichově.
V roce 1914 byl v důsledku mobilizace povolán do Rakousko-uherské armády. Coby důstojník se dostal na východní frontu a posléze do Kotoru, kde utrpěl v lednu 1916 vážné zranění oka v bitvě u Lovćenu. Následně byl poslán roku 1917 do Itálie, kde se mu však podařilo přeběhnout a v roce 1918 se přihlásil do československých legií v Itálii. Zde sloužil jako poručík u 2. kulometné roty.
Po návratu do vlasti se v roce 1919 spolupodílel na založení Památníku odboje. Ve stejném roce byl vyslán do Itálie, aby zdokumentoval bojiště československých legií. Na cestu se vydal spolu s Ladislavem Šímou, Oldřichem Koníčkem a T. F. Šimonem. Vytvářel zde olejomalby válkou poznamenané italské venkovské krajiny. Roku 1922 organizoval zřízení a výzdobu československého oddělení ve válečném muzeu v italském Roveretu. V aktivní službě zůstal až do roku 1924. Nadále hodně cestoval, navštívil Afriku i Ameriku. Malovat krajinu vyjížděl na český venkov, například na Českomoravskou vysočinu nebo na Šumavu a sám se ve 30. letech 20. století usadil v Malé Skále na Turnovsku. V roce 1927 prodělal srdeční příhodu a stále si léčil z války poraněné oko. Ve stejném období na žádost Památníku odboje portrétoval francouzské a italské generály. Nadále tvořil a pořádal výstavy mimo jiné např. v Praze a Chocni.

### Úmrtí
Zemřel 5. prosince 1945 v Praze ve věku 67 let. Pohřben byl na městském hřbitově v Roudnici nad Labem, vedle hrobu svého mecenáše a příbuzného Augustina Švagrovského.

## Zastoupení v galeriích
- Galerie hlavního města Prahy
- Národní galerie v Praze
- Východočeská galerie v Pardubicích
- Galerie moderního umění v Roudnici nad Labem
- Oblastní galerie Vysočiny v Jihlavě
- Galerie v Mladé Boleslavi
- Vojenský historický ústav Praha

a v několika dalších

## Galerie

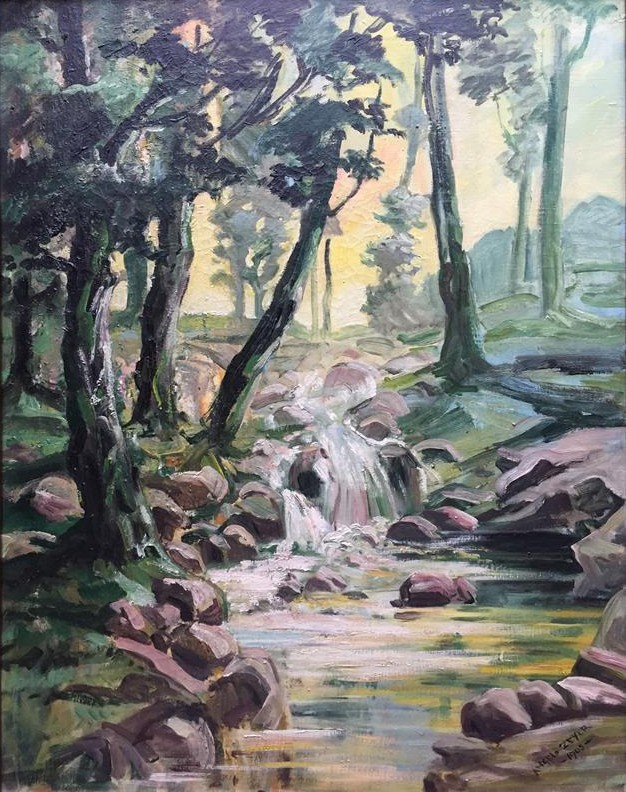
Potůček (1905)
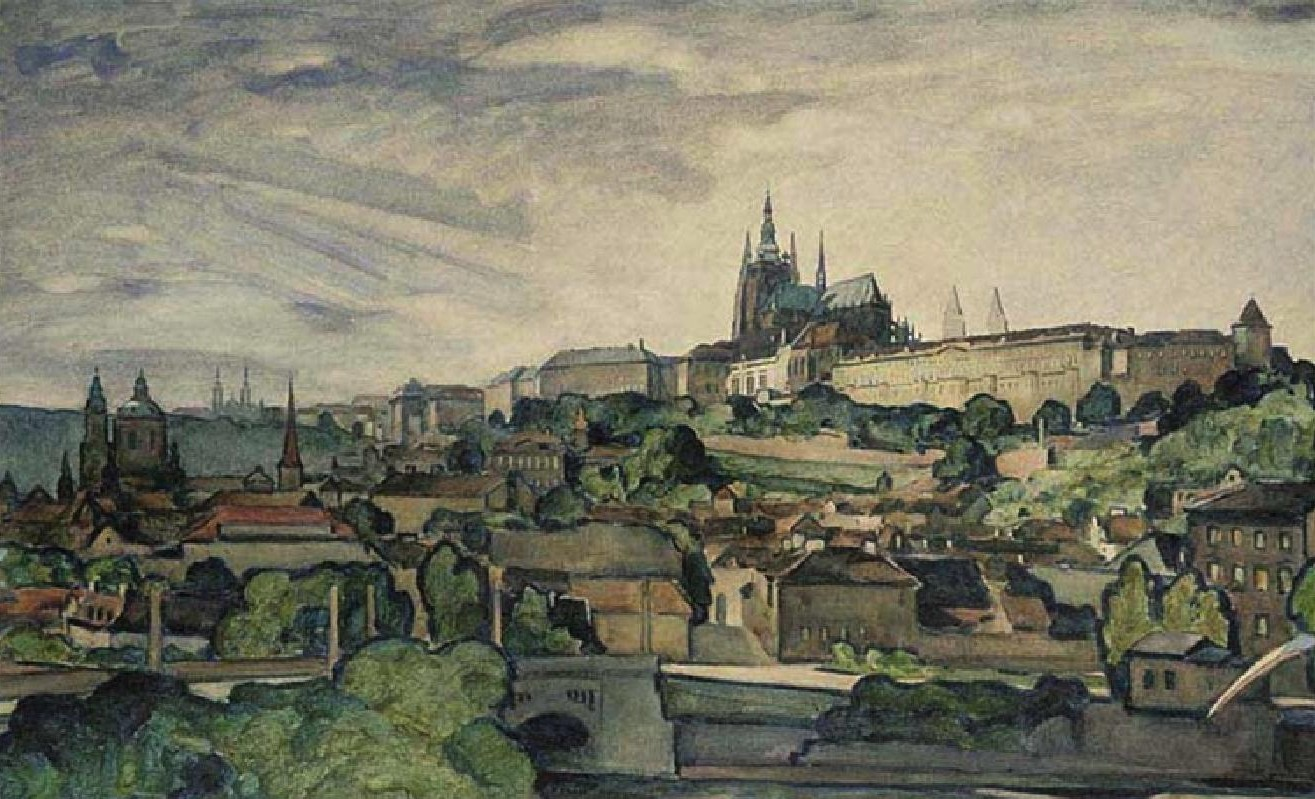
Pohled na Prahu
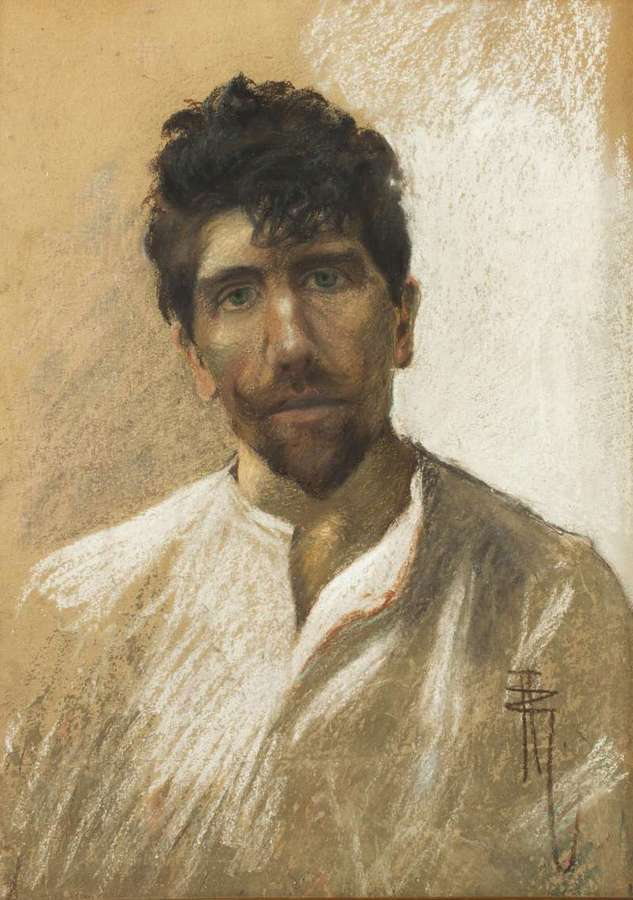
Max Švabinský (okolo 1905)
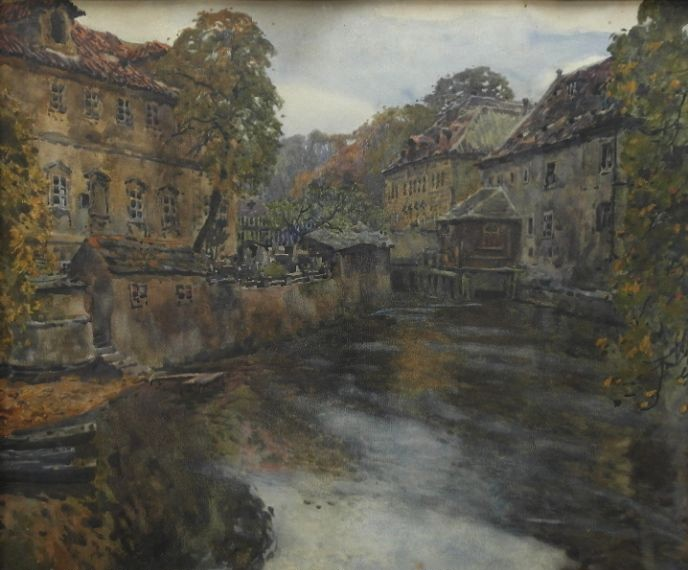
Čertovka (1913)
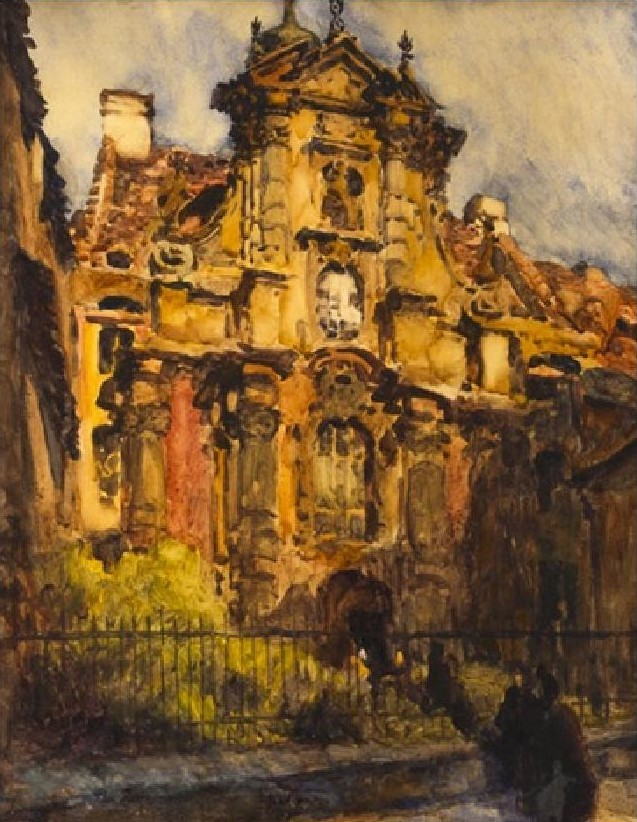
Pražské zákoutí
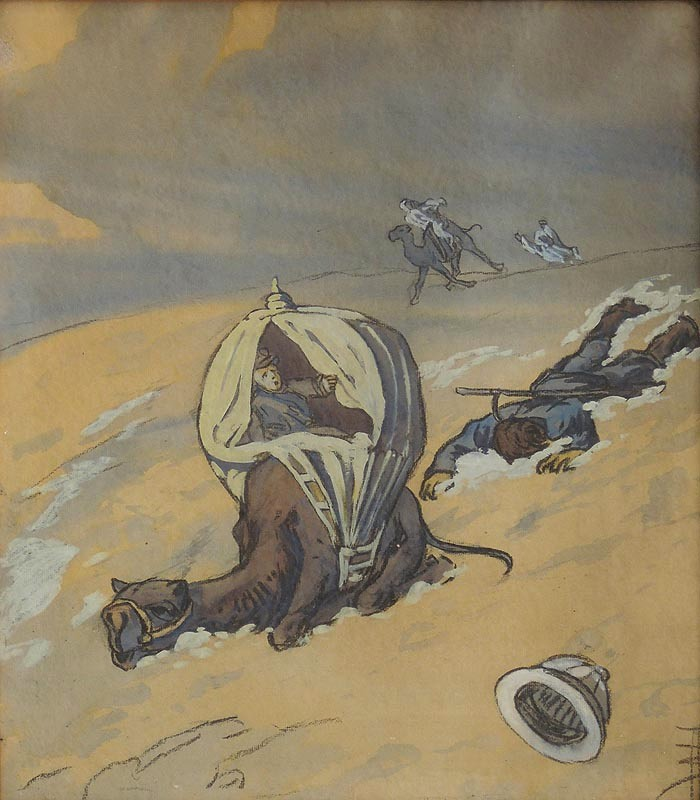
Přepadení v poušti
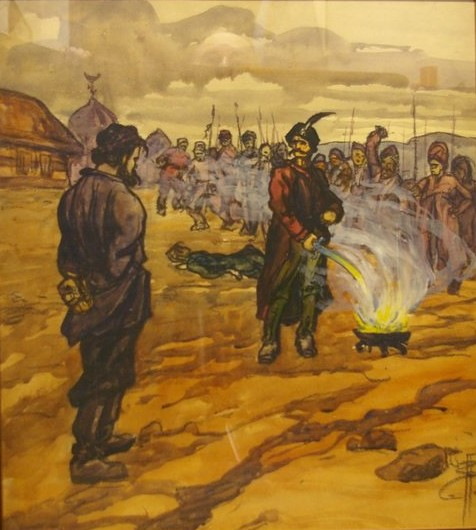
Michail Strogov (1905)
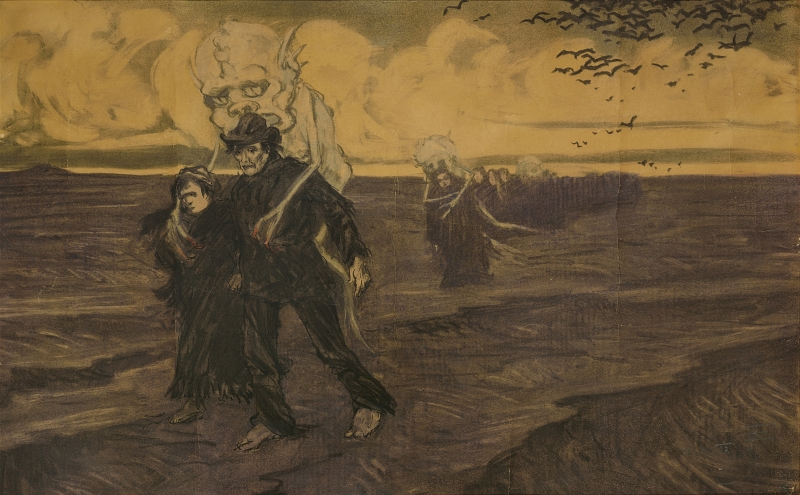
Bída (1903)
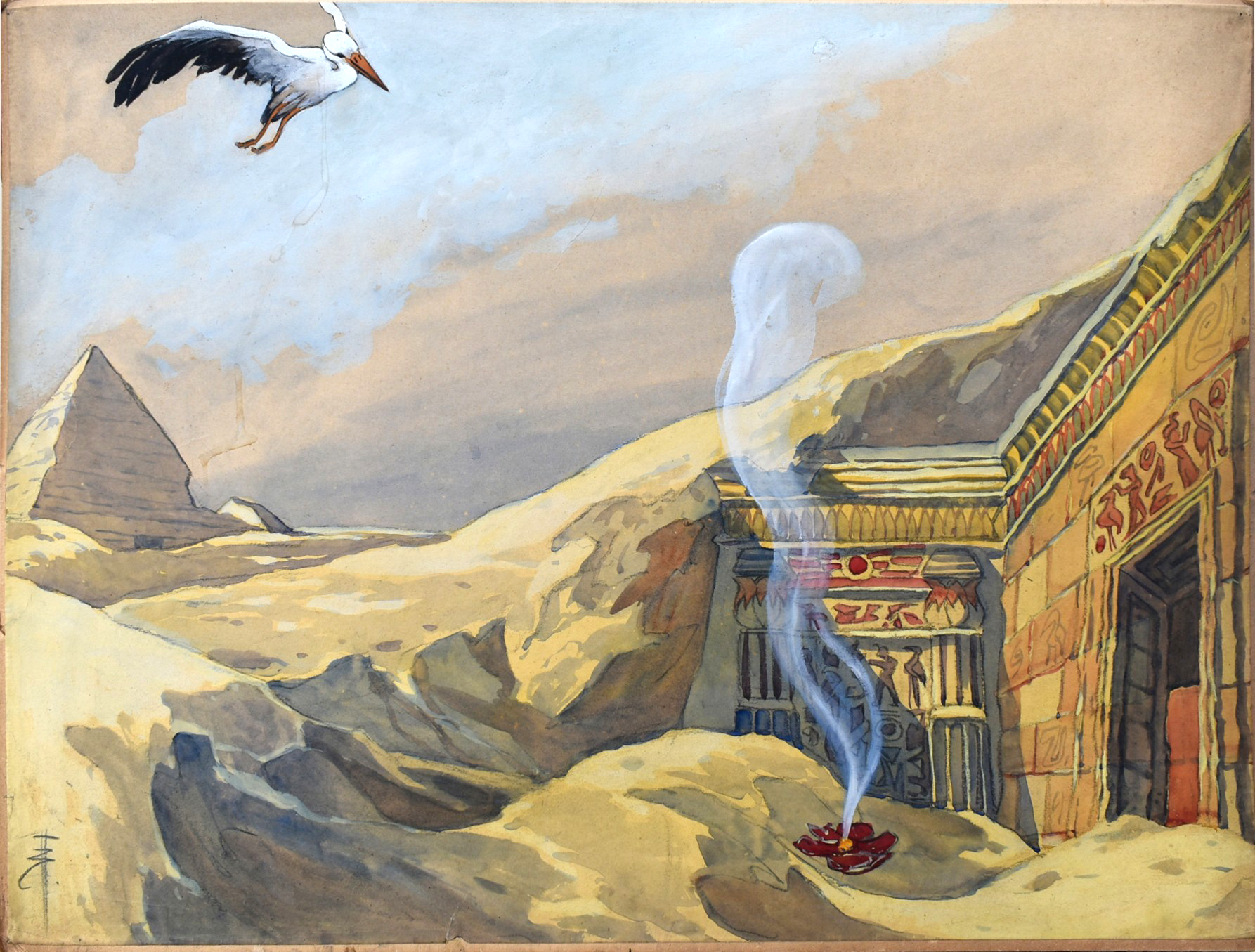
Jan Angelo Zeyer
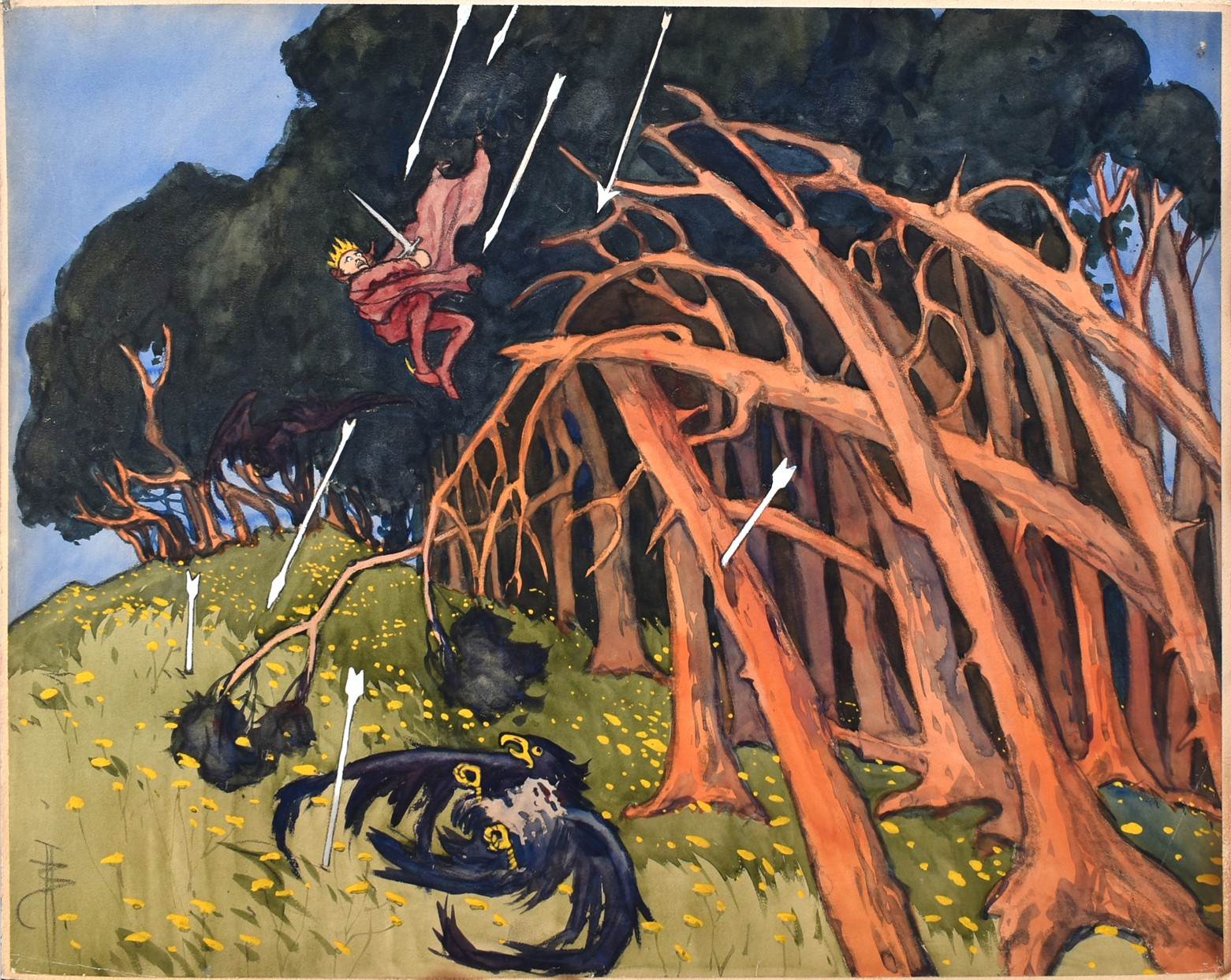
Jan Angelo Zeyer
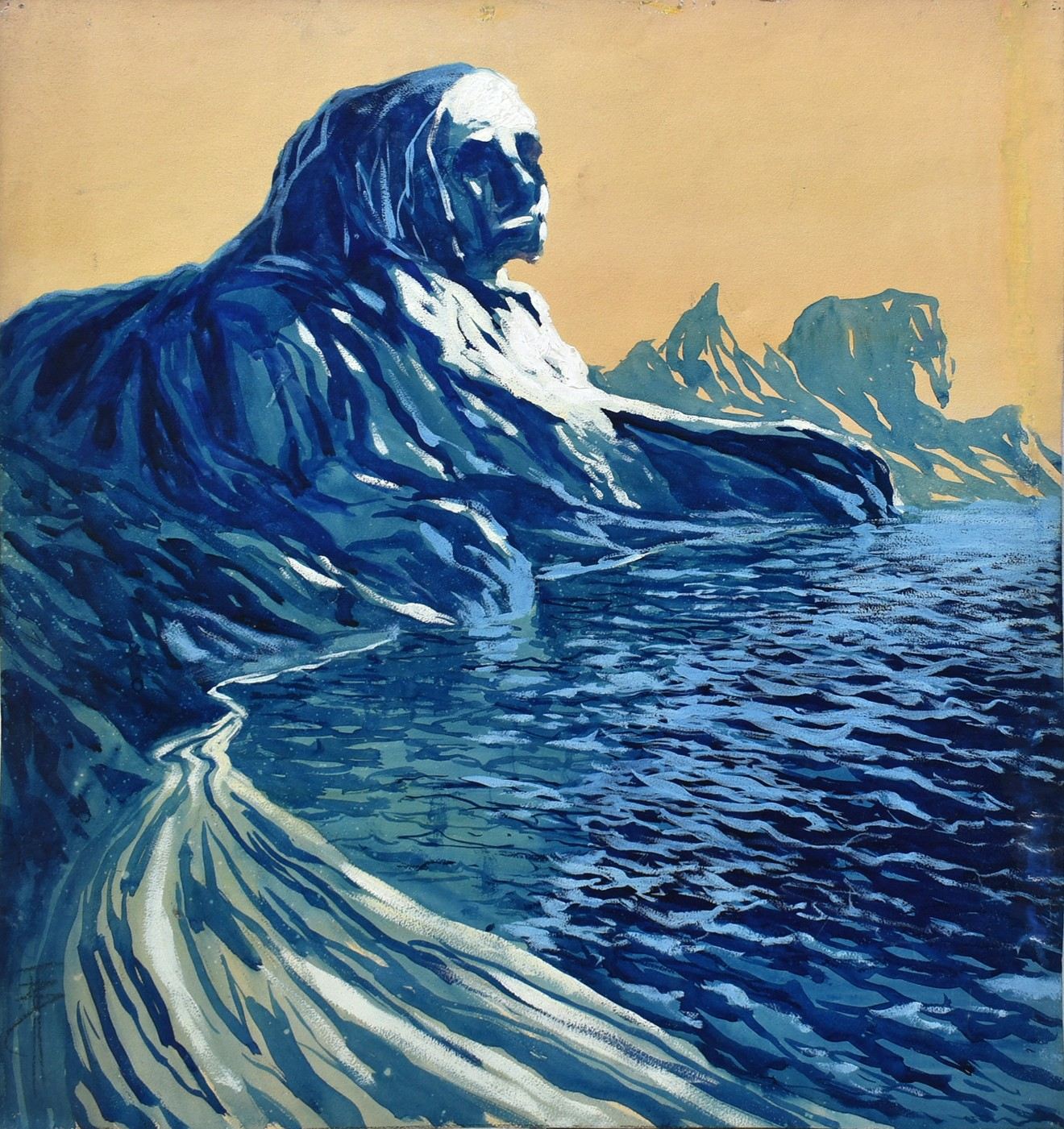
Jan Angelo Zeyer - Ledová sfinga
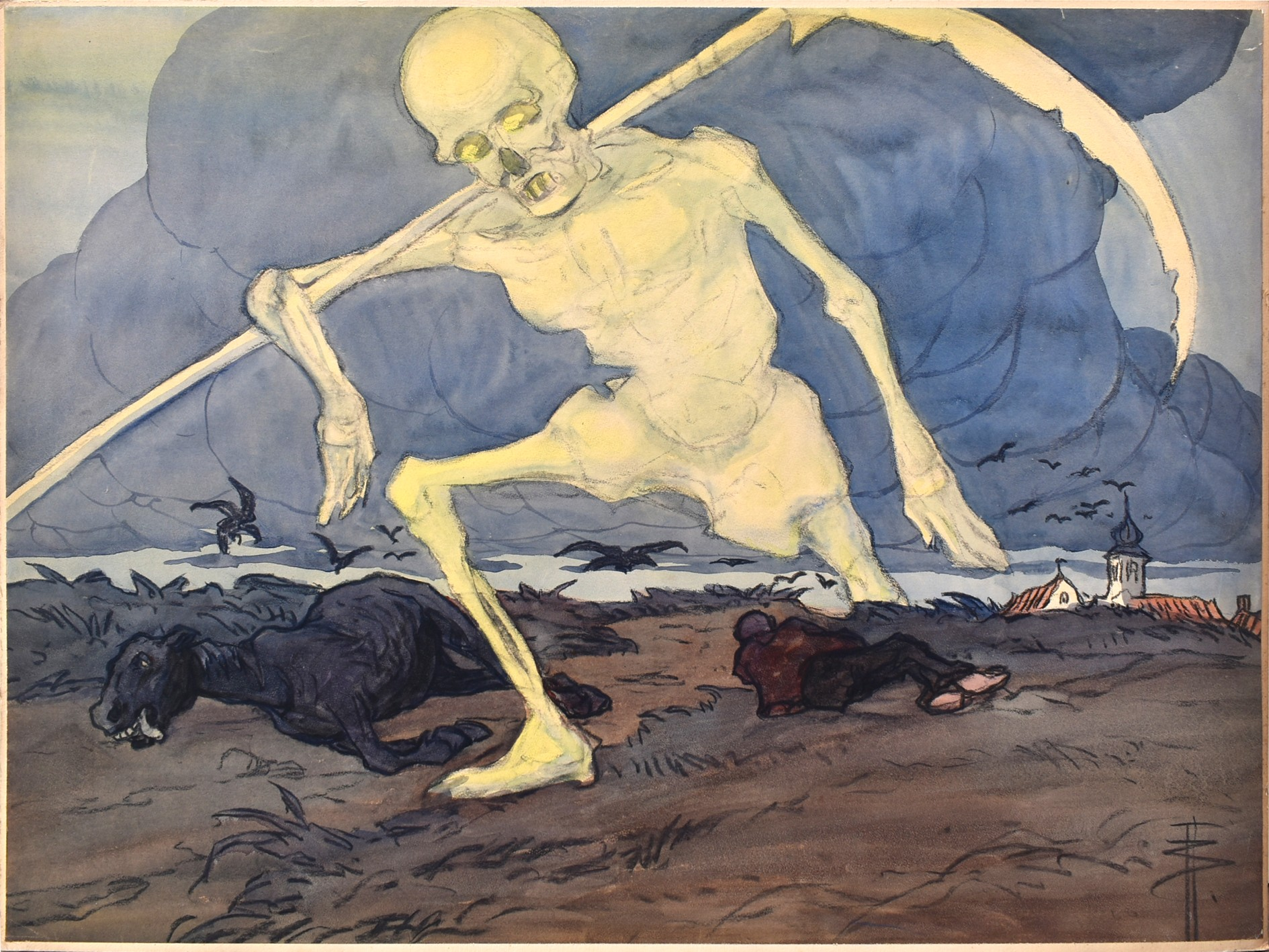
Jan Angelo Zeyer - Bída - Smrt
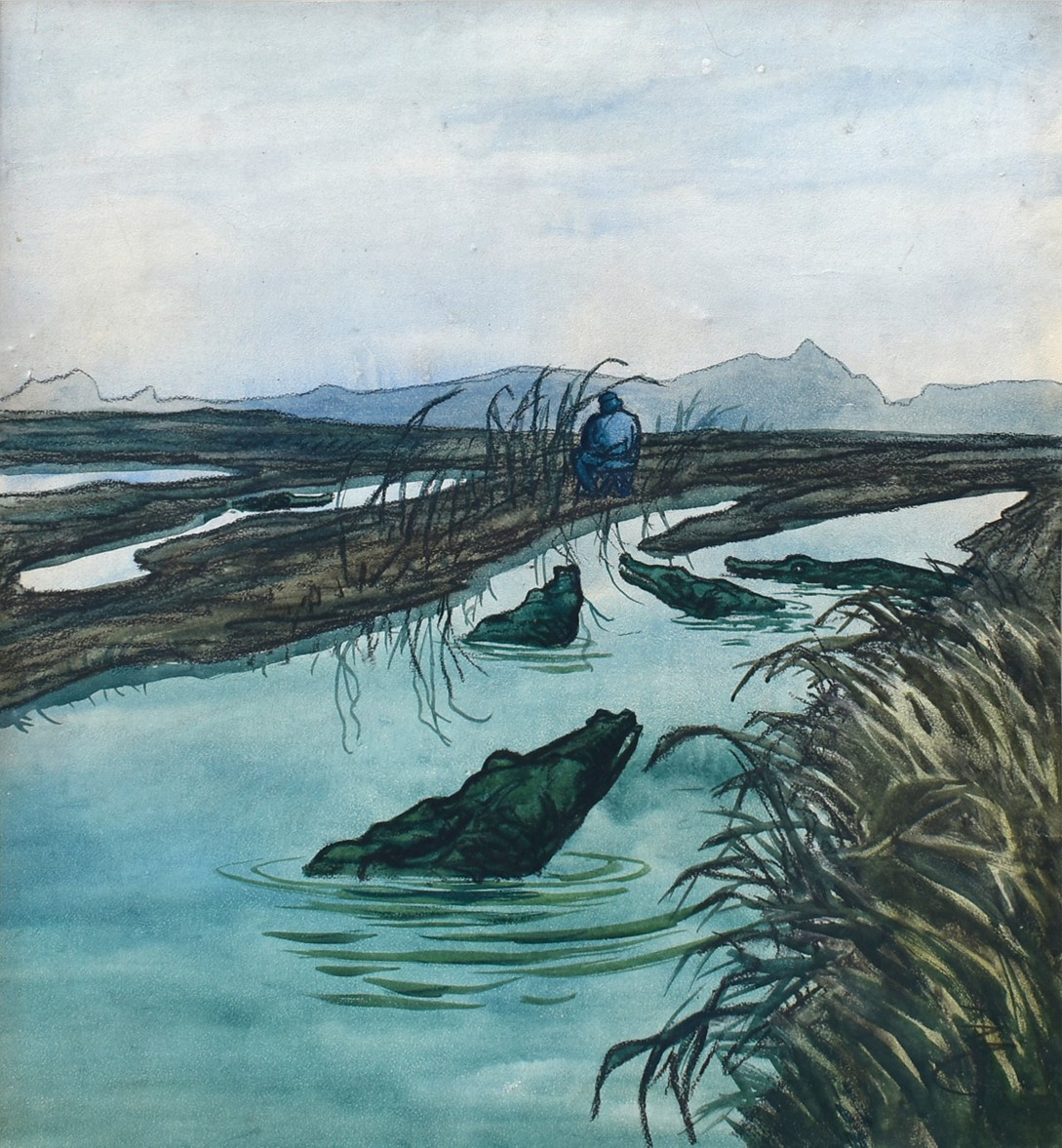
Jan Angelo Zeyer - Dobrodružství 3. Rusů a 3. Angličanů
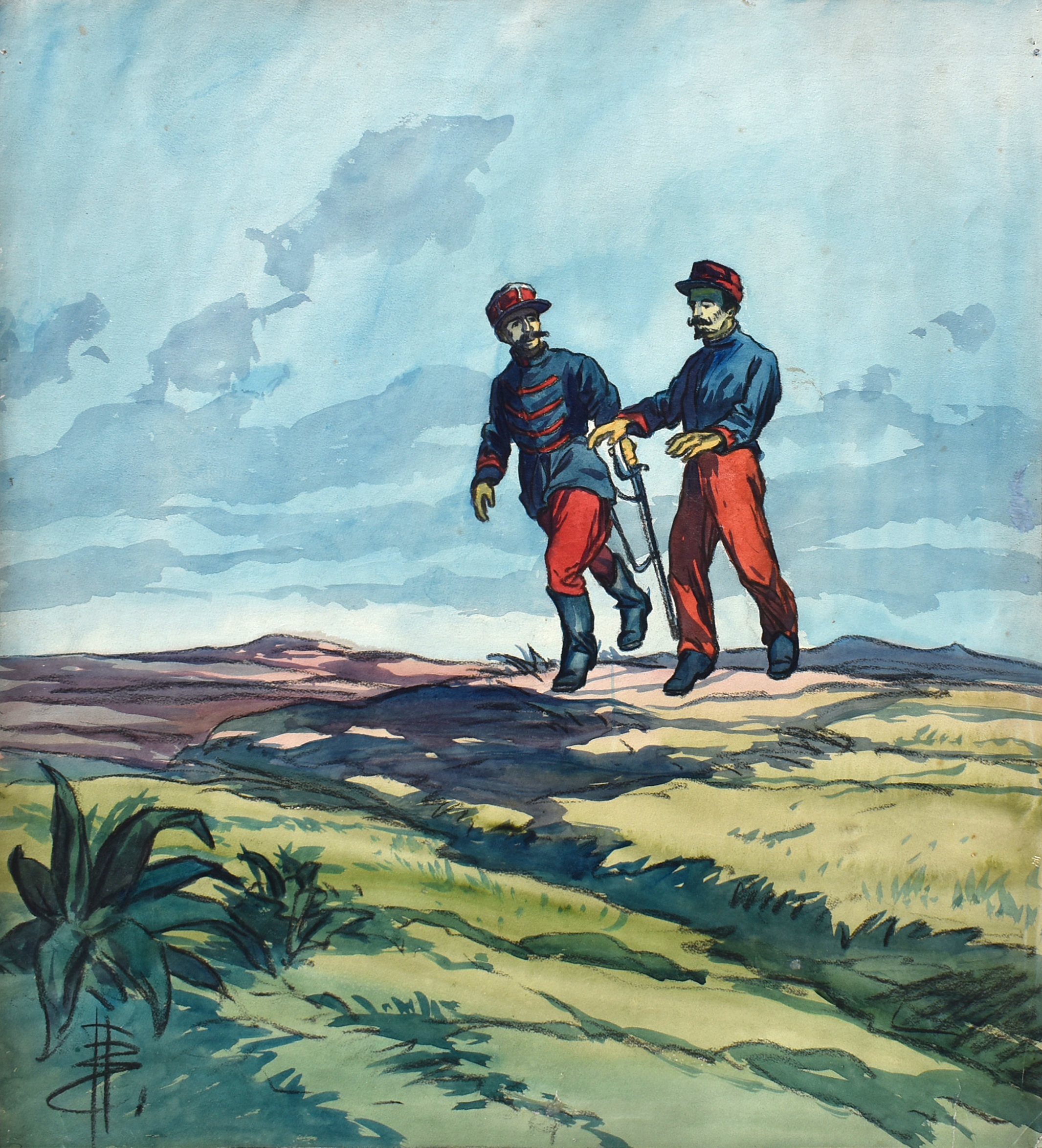
Jan Angelo Zeyer - Hektor Servadak
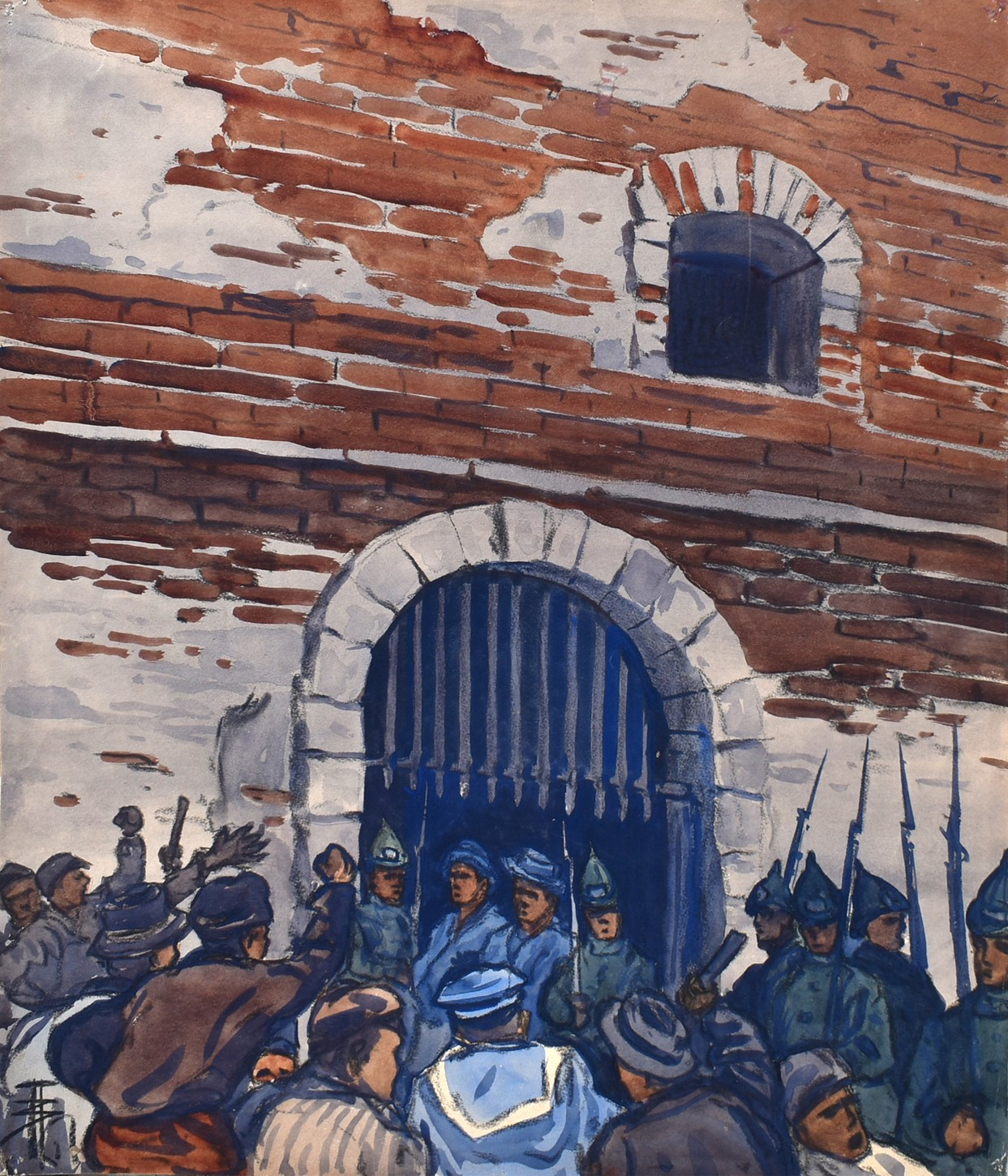
Jan Angelo Zeyer - Bratři Kipové
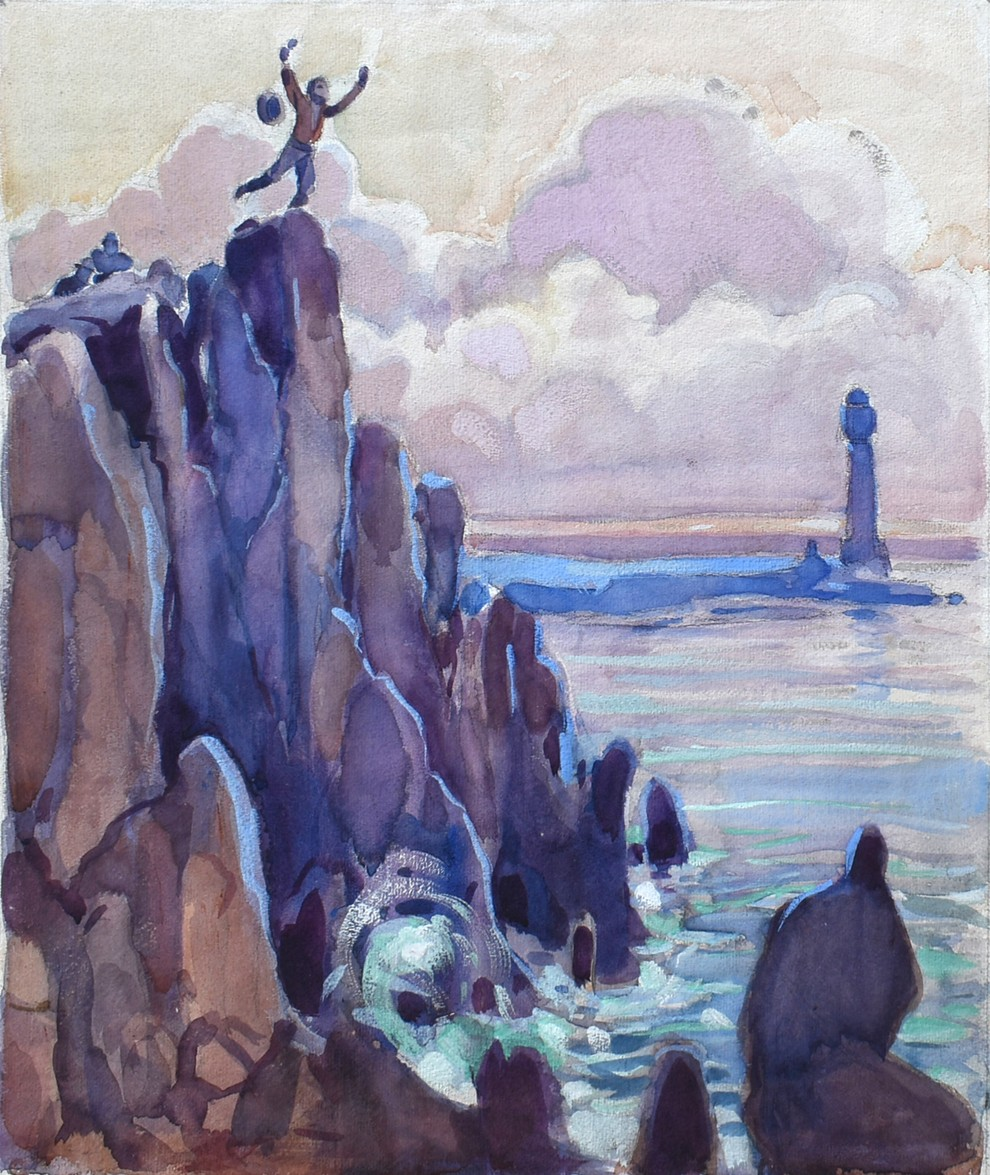
Jan Angelo Zeyer - Maják na konci světa
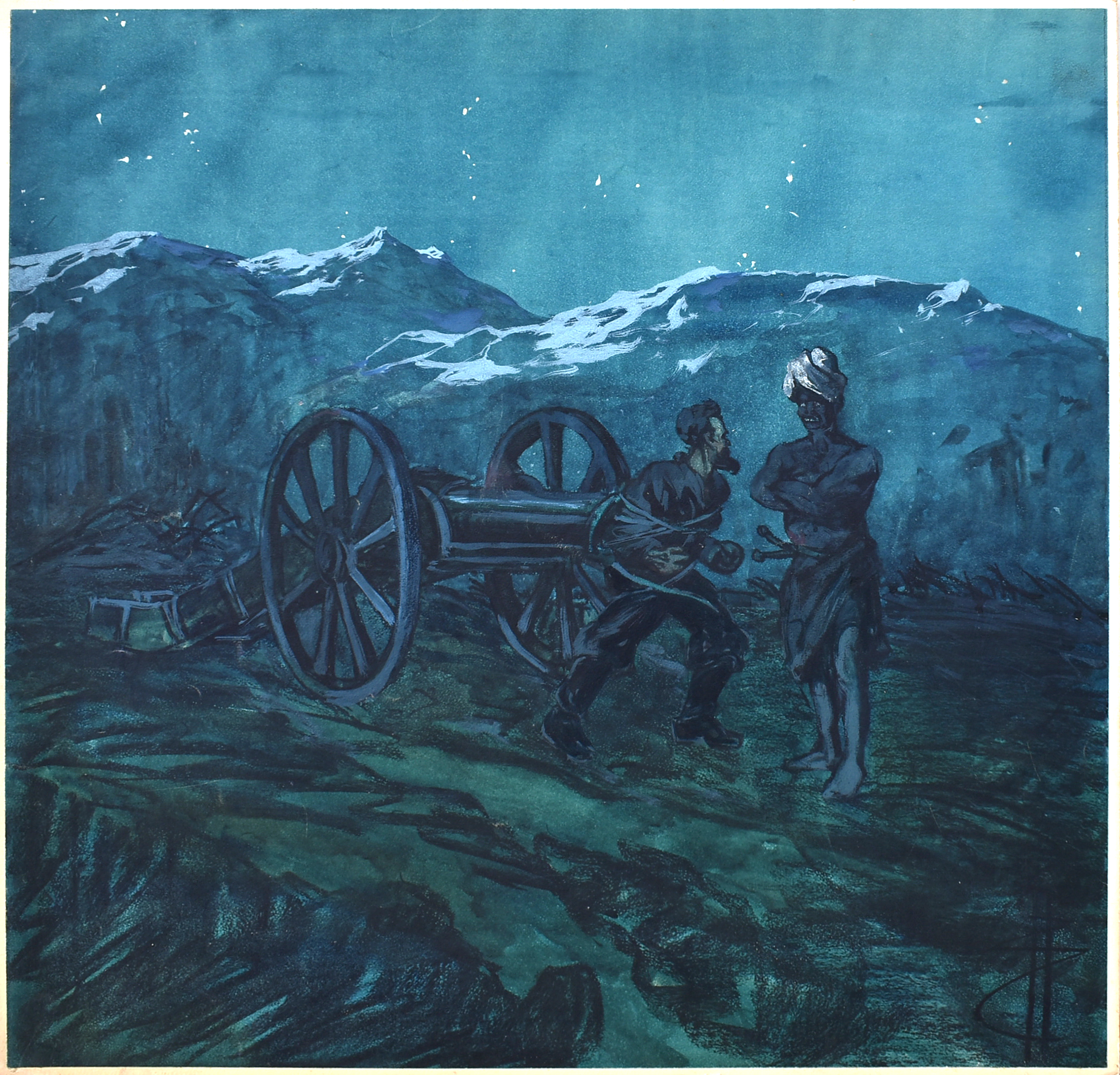
Jan Angelo Zeyer - Nana sahib. Akvarel, rozměry: 54 x 66 cm. Originál návrhu obálky z nakladatelství Beaufort.

## Odkazy

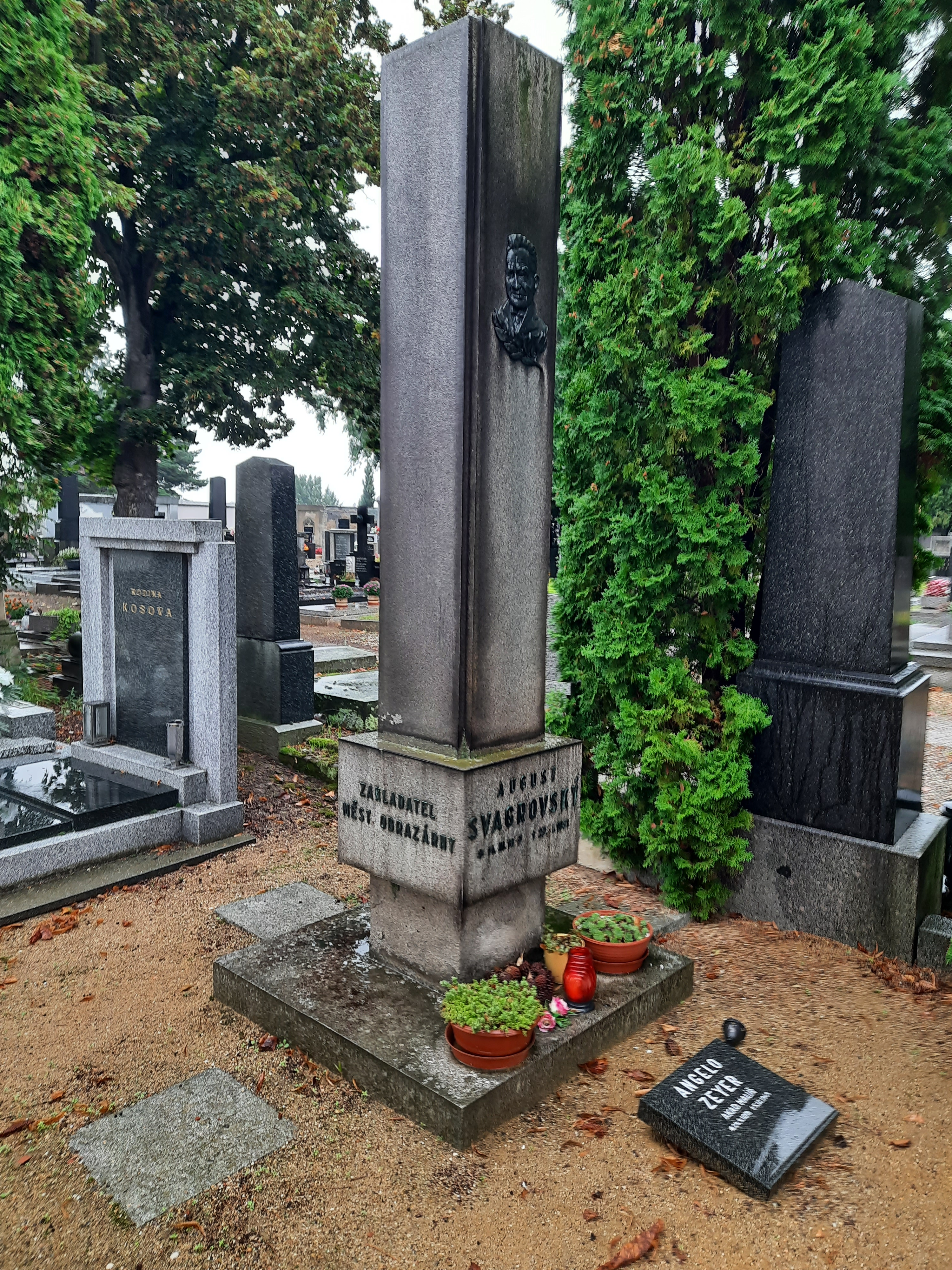
Hrob J. A. Zeyera na Městském hřbitově v Roudnici nad Labem, vedle hrob A. Švagrovského